# Merlu argenté
Merluccius bilinearis
Espèce
Le merlu argenté (Merluccius bilinearis), est une espèce de poisson marin de la famille des merlucciidés. On le trouve dans le nord-ouest de l'océan Atlantique du Maryland aux Grands Bancs au sud-est de Terre-Neuve, à des profondeurs comprises entre 55 et 900 m. Sa longueur est d'environ 75 cm.

## Éthologie
L'observation (notamment par vidéo sous-marine) de son comportement a montré qu'en bordure de plateau continental il utilise de jour les structures et micro-habitats du fond pour se déplacer, mais que sa distribution semble aléatoire de nuit.